# براين بالويي
براين بالويي (بالإنجليزية: Brian Baloyi)‏، من مواليد 16 مارس 1974، لاعب كرة قدم جنوب أفريقي.
يلعب مع نادي ماميلودي صنداونز.
بدأ باللعب مع منتخب جنوب أفريقيا لكرة القدم في عام 1997.

## مسيرته الكروية
لعب براين بالويي خلال مسيرته الاحترافية مع ناديين في تسعة عشر موسمًا ولم يسجل خلالها أي هدف ضمن 413 مباراة. حيث فاز في ثلاثة مواسم بالكأس وفي أربعة مواسم بالدوري.
خاض براين بالويي مسيرته مع نادي كايزر تشيفز في موسم 1992 ليلعب معه اثنا عشر موسمًا، مشاركًا في 338 مباراة ولم يسجل أي هدف. ثم انتقل إلى نادي ماميلودي صن داونز في موسم 2004–05 ليلعب معه سبعة مواسم، حيث شارك في 75 مباراة ولم يسجل أي هدف أيضًا.

## روابط خارجية
- براين بالويي على موقع الاتحاد الدولي (مؤرشف)  (الإنجليزية)
- براين بالويي على موقع قاعدة بيانات كرة القدم.إي يو (الإنجليزية)
- براين بالويي على موقع ناشيونال فوتبول تيمز (الإنجليزية)
- براين بالويي على موقع Soccerway.com (الإنجليزية)
- براين بالويي على موقع كووورة
- براين بالويي على موقع أوليمبيديا (الإنجليزية)